# Marcelo Pagani
Marcelo Ernesto Pagani (Santa Fe, 19 agosto 1941) è un ex calciatore argentino, di ruolo attaccante.

## Carriera
Con la nazionale argentina ha preso parte ai Mondiali 1962.